# The Phantom Cowboy
The Phantom Cowboy  è il sesto album in studio del gruppo musicale belga K's Choice, pubblicato nel 2015 dalla Sony Music.

## Tracce
Testi e musiche di Sarah Bettens e Gert Bettens.
1. As Rock & Roll As It Gets – 2:17
2. Woman – 2:32
3. Perfect Scar – 3:17
4. Private Revolution – 2:02
5. We Are the Universe – 3:16
6. The Phantom Cowboy – 3:36
7. Bag Full of Concrete – 3:14
8. Come Alive – 1:54
9. Gimme Real – 2:37
10. Down – 2:28
11. I Was Wrong About Everything – 2:55

## Formazione
- Sarah Bettens – voce, chitarra
- Gert Bettens – chitarra, tastiera, voce
- Eric Grossman – basso
- Koen Lieckens – percussioni